# Liste de journaux en Finlande
Voici une liste des périodiques finlandais:
(G)=grand format, (t)=tabloïd

## Périodiques à 7 parutions par semaine

### Grand format
- Aamulehti, Tampere
- Aamuposti, Hyvinkää, Riihimäki, Hausjärvi et Loppi
- Etelä-Saimaa, Lappeenranta
- Etelä-Suomen Sanomat, Lahti
- Forssan Lehti, Forssa
- Helsingin Sanomat, Helsinki
- Hämeen Sanomat, Hämeenlinna
- Ilkka, Seinäjoki
- Kaleva, Oulu
- Karjalainen, Joensuu
- Keskipohjanmaa, Kokkola
- Keskisuomalainen, Jyväskylä
- Keski-Uusimaa, Tuusula
- Kouvolan Sanomat, Kouvola
- Kymen Sanomat, Kotka
- Länsi-Suomi, Rauma
- Pohjalainen, Vaasa
- Salon Seudun Sanomat, Salo
- Savon Sanomat, Kuopio
- Turun Sanomat, Turku
- Uusimaa, Porvoo
- Vasabladet, Vaasa
- Österbottens Tidning, Jakobstad

### Format Tabloïd
- Hufvudstadsbladet, Helsinki
- Iisalmen Sanomat, Iisalmi
- Itä-Savo, Savonlinna
- Kainuun Sanomat, Kajaani
- Lapin Kansa, Rovaniemi
- Länsi-Savo, Mikkeli
- Pohjolan Sanomat, Kemi
- Satakunnan Kansa, Pori

### Journal en ligne
- The Ulkopolitist

## Périodiques à 6 parutions par semaine
- Iltalehti, Helsinki, (t)
- Ilta-Sanomat, Helsinki, (t)
- Itä-Häme, Heinola
- Länsi-Uusimaa, Lohja
- Warkauden Lehti, Varkaus
- Västra Nyland, Ekenäs, ville de Raseborg
- Åland, Mariehamn

## Périodiques à 5 parutions par semaine
- Borgåbladet, Porvoo
- Kalajokilaakso, Ylivieska
- Kauppalehti, Helsinki, (t)
- Koillissanomat, Kuusamo
- Nya Åland, Mariehamn
- Suomenmaa (maakunnallinen), Oulu
- Uutispäivä Demari, Helsinki, (t)
- Valkeakosken Sanomat, Valkeakoski
- Åbo Underrättelser, Turku

## Périodiques à 4 parutions par semaine
- Jämsän Seutu, Jämsä
- Raahen Seutu, Raahe
- Suomenmaa, Oulu

## Périodiques à 3 parutions par semaine
- Kansan Tahto , Oulu
- Lieksan Lehti, Lieksa
- Loimaan Lehti, Loimaa
- Maaseudun Tulevaisuus, Helsinki
- Nokian Uutiset, Nokia
- Orimattilan Sanomat, Orimattila
- Pieksämäen Lehti, Pieksämäki
- Pietarsaaren Sanomat, Jakobstad
- Pyhäjokiseutu, Oulainen
- Sisä-Suomen Lehti, Äänekoski
- Suur-Keuruu, Keuruu
- Syd-Österbotten, Närpes
- Uudenkaupungin Sanomat, Uusikaupunki
- Uusi Aika, Pori
- Vakka-Suomen Sanomat, Uusikaupunki
- Virallinen lehti, Helsinki
- Ylä-Karjala, Nurmes
- Östra Nyland, Loviisa

## Périodiques à 2 parutions par semaine
- Akaan Seutu, Akaa
- Alasatakunta, Eura
- Auranmaan Viikkolehti, Kyrö (fi), municipalité de Pöytyä
- Hevosurheilu, Espoo
- Hämeenkyrön Sanomat, Hämeenkyrö
- Iijokiseutu, Pudasjärvi
- Iitinseutu, Kausala, municipalité d'Iitti
- Ilmajoki-lehti, Ilmajoki
- JP-Kunnallissanomat, Jalasjärvi, ville de Kurikka
- Kaakkoisseutu, Simpele, municipalité de Rautjärvi
- Kangasalan Sanomat, Kangasala
- Kankaanpään Seutu, Kankaanpää
- Karkkilan Tienoo, Karkkila
- Kauhajoki-lehti, Kauhajoki
- Keskilaakso, Inkeroinen, ville de Kouvola
- Koillis-Lappi, Kemijärvi
- Koti-Karjala, Kitee (t)
- Kotiseutu-uutiset, Liperi et Rääkkylä
- Kuhmolainen, Kuhmo
- Kunnallislehti Paimio-Sauvo-Kaarina, Paimio
- Kuorevesi-Mänttä-Vilppula, Mänttä, ville de Mänttä-Vilppula
- Kurikka-lehti, Kurikka
- Kyrönmaa-lehti, Laihia
- Laitilan Sanomat, Laitila
- Lapuan Sanomat, Lapua
- Lauttakylä, Huittinen
- Lempäälän-Vesilahden Sanomat, Lempäälä
- Lestinjoki, Kannus
- Loviisan Sanomat, Loviisa
- Lounais-Lappi, Kemi
- Luoteis-Uusimaa, Huhmari, municipalité de Vihti
- Maaselkä, Haapajärvi
- Mäntsälä-Lehti, Mäntsälä
- Nivala, Nivala
- Oriveden Sanomat, Orivesi
- Outokummun Seutu, Outokumpu
- Paikallislehti Sisä-savo, Suonenjoki
- Parikkalan-Rautjärven Sanomat, Parikkala
- Pitäjäläinen, Nilsiä, ville de Kuopio
- Pitäjänuutiset, Mäntyharju
- Pogostan Sanomat, Ilomantsi
- Pohjankyrö-lehti, Isokyrö
- Pohjois-Satakunta, Ikaalinen
- Puruvesi, Punkaharju, ville de Savonlinna
- Rannikkoseutu, Raisio
- Rantapohja, Haukipudas, ville d'Oulu
- Soisalon Seutu, Leppävirta
- Somero, Somero
- Sompio, Sodankylä
- Sotkamo-Lehti, Sotkamo
- Suupohjan Sanomat, Kristinestad
- Sydän-Hämeen Lehti, Pälkäne
- Sydän-Satakunta, Harjavalta
- Tervareitti, Muhos
- Turun Tienoo, Lieto
- Tyrvään Sanomat, Sastamala (t)
- Uutis-Jousi, Siilinjärvi et les environs (t)
- Vaarojen Sanomat, Juuka
- Viiskunta, Alavus
- Yhteissanomat, Savitaipale
- Ylä-Kainuu, Suomussalmi
- Ylä-Satakunta, Parkano

## Hebdomadaires
- Alavieska, Alavieska
- Arbetarbladet, Helsinki
- Elimäen Sanomat, Elimäki, ville de Kouvola
- Hankasalmen Sanomat, Hankasalmi
- Heinäveden lehti, Heinävesi
- Helsinki Times, Helsinki
- Janakkalan-Rengon Sanomat, Turenki, municipalité de Janakkala
- Joroisten Lehti, Joroinen
- Joutsan Seutu, Joutsa
- Joutseno, Joutseno, ville de Lappeenranta
- Juvan Lehti, Juva (t)
- Jurvan Sanomat, Jurva, ville de Kurikka
- Järviseudun Sanomat, Lappajärvi
- Järviseutu, Alajärvi
- Kaakonkulma, Virolahti
- Kaarina, Kaarina
- Kalajoen Seutu, Kalajoki
- Kalajoki, Kalajoki
- Kangasniemen Kunnallislehti, Kangasniemi
- Kansan Uutiset Viikkolehti, Helsinki
- Karjala, Lappeenranta
- Keski-Häme, Hämeenlinna
- Keski-Suomen Viikko, Jyväskylä
- Kiuruvesi-lehti, Kiuruvesi
- Koillismaan Uutiset, Kuusamo
- Koillis-Savo, Kaavi
- Komiat, Kauhava
- Korpilahti, Korpilahti, ville de Jyväskylä
- Kotimaa, Helsinki
- Kotiseudun Sanomat, Pihtipudas
- Kuhmoisten Sanomat, Kuhmoinen
- Kurun Lehti, Ylöjärvi
- Lakeuden Lehti, Oulu
- Lalli, Pori
- Laukaa–Konnevesi, Laukaa
- Lopen Lehti, Loppi
- Luumäen Lehti, Taavetti, municipalité de Luumäki
- Lähilehti, Sysmä
- Matti ja Liisa, Lapinlahti
- Merikarvialehti, Merikarvia
- Meän Tornionlaakso, Ylitornio et Pello
- Miilu, Sonkajärvi
- Nykypäivä, Helsinki
- Padasjoen Sanomat, Padasjoki
- Paikallissanomat, Sastamala
- Pargas Kungörelser – Paraisten Kuulutukset, Pargas
- Perhonjokilaakso, Veteli
- Perniönseudun Lehti, Perniö, ville de Salo
- Petäjävesi, Petäjävesi
- Pielavesi-Keitele, Pielavesi
- Pielisjokiseutu, Eno, ville de Joensuu
- Punkalaitumen Sanomat, Punkalaidun
- Puolanka-lehti, Puolanka
- Puumala-lehti, Puumala
- Pyhäjärven Sanomat, Pyhäsalmi, ville de Pyhäjärvi
- Päivämies, Oulu
- Rantalakeus, Liminka
- Reisjärvi, Reisjärvi
- Ruovesi, Ruovesi
- Salmetar, Iisalmi
- Sampo, Saarijärvi
- Satakunnan Työ, Pori
- Sieviläinen, Sievi
- Sipoon Sanomat, Sipoo
- Sulkava-lehti, Sulkava (t)
- Säynätsalon Sanomat, Säynätsalo, ville de Jyväskylä
- Teisko-Aitolahti, Terälahti, ville de Tampere
- Tejuka, Teuva
- Tiedonantaja, Helsinki
- Ulvilan Seutu, Ulvila
- Urjalan Sanomat, Urjala
- Uutismarkku, Noormarkku, ville de Pori
- Vihreä Lanka, Helsinki
- Viiden Kunnan Sanomat, Karstula
- Viikko-Eteenpäin, Kotka
- Viikko Pohjois-Karjala, Joensuu
- Viikko Vapaus, Mikkeli
- Viikko-Häme, Kanta-Häme
- Viitasaaren Seutu, Viitasaari
- Ylöjärven Uutiset, Ylöjärvi
- Ähtärinjärven Uutisnuotta, Ähtäri

## Quotidiens gratuits
- Aamuset, Turku (t)
- Ankkuri, Kotka (t)
- Forum24, Oulu
- Etelä-Pohjanmaa
- Helsingin uutiset, Helsinki (G)
- Hiiohoi!, Kotka (G)
- Hollolan Sanomat, Hollola (t)
- Hyvät Uutiset, Varkaus (t)
- Hämeenlinnan Kaupunkiuutiset, Hämeenlinna
- Ideapark Uutiset, Lempäälä (t)
- Iltalohja, Lohja
- Kansan Lehti, Tampere
- Karhulalainen, Kotka (t)
- Kaunis Grani, Kauniainen (t)
- Kaupunkilehti Vartti, Helsingin seutu (t)
- Vartti Itä-Uusimaa, Itä-Uusimaa (t)
- Koti-Kajaani, Kajaani (t)
- Kotikymppi, Kemijärvi, Pelkosenniemi, Salla, Savukoski, Luosto et Posio
- KotiseutuPlus, Kajaani  (t)
- Kulmakunta, Turku  (t)
- Kuopion Kaupunkilehti, Kuopio (G)
- Lahden Seudun Sanomat (t)
- Lounais-Lappi, Kemi, Tornio, Simo et Keminmaa
- Länsiväylä, Espoo (G)
- Meri-Lapin Helmi
- Naantalin-Raision Kaupunkiuutiset
- Nastola-lehti, (t)
- Nivalan Viikko, Nivala, (t)
- Metro, Helsinki (t)
- Mäntsälän Uutiset, Mäntsälä
- Oulu-lehti, Oulu (t)
- Oulun Sanomat (G)
- Pirkanmaan Sanomat, Lempäälä
- Pirkkalainen, Pirkkala
- Pooki Sanomat, Raahe, Oulainen, Vihanti, Merijärvi, Haapavesi, Pyhäjoki, Kalajoki, Siikajoki, Siikalatva et Pyhäntä
- Porin Sanomat, Pori
- Päijät-Häme
- Puolikaupunkia, Helsinki (t)
- Raahelainen, Raahe
- Savonmaa, Savonlinna, (t)
- Seinäjokinen
- Sinun Savo, Varkaus, (t)
- SopuSavo, Rantasalmi, (t)
- Suur-Jyväskylän lehti, Jyväskylä
- Tamperelainen, Tampere, (t)
- TORI – Tampereen kaupunkilehti, Tampere, (t)
- Turkulainen, Turku, (G)
- Uusi Lahti, Lahti, (t)
- Uusi Pori, Pori
- Uusi Rauma, Rauma
- Uutislehti 100, Helsinki, (t)
- Vaasan Ikkuna, Vaasa
- Vantaan Sanomat, Vantaa, (G)
- Vieskalainen, Ylivieska, (t)
- Viikkosavo, Kuopio (t)
- Viitasaaren Sanomat, Viitasaari, (G)
- Vuosaari-lehti, Helsinki
- Ykköset, Töysä
- Ykkös-Lohja, Lohja
- Pieksämäen paikallinen, Pieksämäki

## Périodiques disparus
- Annons-Blad
- Barometern
- Björneborgs Tidning
- Borgå Tidning
- Dagbladet
- Dagens Nyheter (Helsinki)
- Figaro
- Finland
- Finlands Allmänna Tidning
- Finska Veckobladet
- Folkwännen
- Helsingfors
- Helsingfors Annonsblad
- Helsingfors Börsförenings Tidning
- Helsingfors Dagblad
- Helsingfors Morgonblad
- Helsingfors Tidningar
- Helsingin Uutiset
- Helsingin Wiikko-Sanomia
- Hämeen Yhteistyö
- Hämäläinen
- Ilmarinen
- Ilmoitus-Lehti
- Iltaset
- Isänmaan Ystävä
- Jakobstads Tidning
- Kaiku
- Kanawa
- Kansakunnan Lehti
- Kansan Ystävä
- Kansan Ääni
- Karjalan Maa
- Koi
- Kotkan Sanomat
- Kuopio Tidning
- Kuopion Hippakunnan Sanomia
- Kuopion Sanomat
- Kurun Sanomat
- Land och Stad
- Louhi
- Maamiehen Ystävä
- Melkein-lehti, Kärsämäki (t) 2006-2008
- Morgonbladet
- Nya Pressen
- Oulun Wiikko-Sanomia
- Papperslyktan
- Päivälehti
- Pidisjärvi, Nivala
- Pohjolan Työ, Oulu
- Porin Kaupungin Sanomia
- Päivälehti [1]
- Päivätär
- Saima
- Sampo
- Sanan Saattaja Wiipurista
- Sanan-Lennätin
- Sanomia Tampereelta
- Sanomia Turusta
- Savo
- Suomalainen
- Suomalainen Wirallinen Lehti
- Suomenkieliset Tieto-Sanomat
- Suomen Julkisia Sanomia
- Suometar
- Taloussanomat, Helsinki  (internet)
- Tammerfors Aftonblad
- Tampereen Sanomat
- Tampereen Uutiset
- Tapio
- Tidningar ifrån Helsingfors
- Tidningar Utgifne Af et Sällskap i Åbo
- Tieto-Sanomia Suomen Kansalle
- Turun Lehti
- Turun Wiikko-Sanomat
- Työkansan Sanomat
- Työmiehen Ystävä
- Työn Ääni
- Uusi Päivä (1917-1918)
- Uusi Suomi (Uusi Suometar, Suometar)
- Uutiskukko
- Vapaus (Leningrad) (1918-1937)
- Wasa Tidning
- Wiborg
- Wiborgs Annonce Blad
- Wiborgs Tidning
- Wiborgsbladet
- Wiburgs Mancherley
- Wiburgs Wochenblatt
- Vieskan Viikko, Ylivieska (t) 1993-1997
- Wiipurin Sanomat
- Vikingen
- Ylivieska-lehti, Ylivieska (t) 2005-2008
- Åbo Allmänna Tidning
- Åbo Morgonblad
- Åbo Nya Tidningar
- Åbo Tidning
- Åbo Tidningar
- Österbottningen
- Östra Finland